# Woeste drieklauw
De woeste drieklauw (Apalone ferox) is een middelgrote schildpad uit de familie weekschildpadden (Trionychidae). 

## Naam en indeling
De wetenschappelijke naam van de soort werd voor het eerst voorgesteld door Johann Gottlob Schneider in 1783. Oorspronkelijk werd de wetenschappelijke naam Testudo ferox gebruikt. De soort werd eerder aan andere geslachten toegekend, zoals Amyda en het niet langer erkende Platypeltis. De soortaanduiding ferox is afgeleid van het Latijnse ferōks en betekent vrij vertaald 'wild' of 'woest'. Deze naam slaat op het agressieve gedrag dat de schildpad vertoont als het dier wordt verstoord. 
De oudst bekende fossielen van de schildpad hebben een leeftijd van 1,8 miljoen jaar.

## Uiterlijke kenmerken
Het schild of rugschild van vrouwtjes kan een lengte bereiken van twintig tot zestig centimeter, mannetjes blijven ongeveer de helft kleiner en worden vijftien tot dertig cm lang. De schildkleur varieert van bruin tot zwart en de buikzijde van lichtbruin tot geel. Het schild is zoals alle soorten weekschildpadden zeer zacht en leer-achtig zonder hoornplaten. Het schild is ovaal van vorm en plat en heeft een dikke buitenrand, op het schild zijn vele korte stekeltjes aanwezig. De schildkleur is grijs tot groen of bruin en heeft geen duidelijke opstaande kiel. Het buikschild heeft een witte tot grijze kleur. Jongere exemplaren hebben een zeer donker rugschild met een gele tot oranje rand rond het schild en oogvlekken op het midden die bestaan uit een donkere vlek met een geeloranje rand. De huid is grijs tot bruin van kleur en heeft een lichtere marmertekening, op de kop is een gele tot rode, horizontale kopstreep aanwezig van de mondhoek tot het oog. 
Het dier is verder ook beter aangepast aan het leven onder water dan veel andere schildpadden. Zo heeft deze soort brede poten met zwemvliezen, een plat gestroomlijnd schild en een spitse snuit met een lange neuspunt zodat hij kan ademhalen terwijl het lichaam zich geheel onder water bevindt. De klauwen zijn sterk en scherp en ook de kaken zijn goed ontwikkeld. Met name oudere mannetjes hebben brede kaakspieren die duidelijk zichtbaar zijn als verdikkingen aan weerszijden van de kop. De soort lijkt sterk op de in Afrika levende Afrikaanse drieklauw (Trionyx triunguis), maar deze laatste soort wordt groter.
Mannetjes zijn van vrouwtjes te onderscheiden door een langere en dikkere staart waarbij de cloaca dichter bij de staartpunt is gelegen.

## Levenswijze

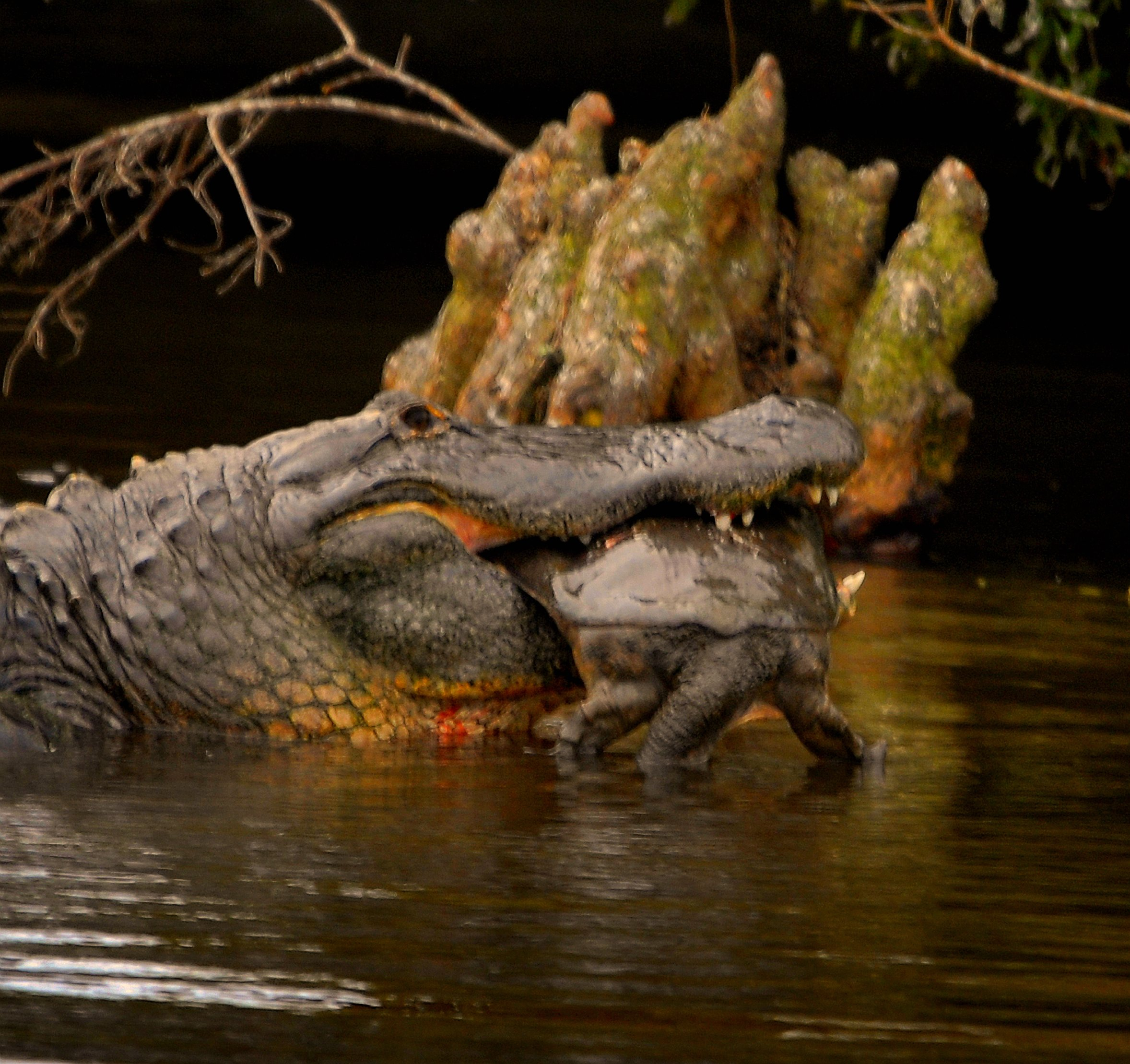
Een mississippialligator (Alligator mississippiensis) met een buitgemaakte woeste drieklauw.

De schildpad kan zeer lange tijd onder water doorbrengen doordat het niet alleen de longen gebruikt om zuurstof op te nemen uit de lucht, maar ook verschillende organen gebruikt om zuurstof op te nemen uit het omringende water. Het dier beschikt hiertoe over drie methoden; keelademhaling, cloacale ademhaling en huidademhaling. Hierbij wordt zuurstof onttrokken aan het water door het door de keel, respectievelijk de cloaca te voeren en daarnaast vindt diffusie plaats door de huid.
De weekschildpad is een schuw dier dat de meeste tijd onder een laag zand in het water doorbrengt en daar wacht op voorbij komende prooien. De schildpad kan snel door modder en zanderige rivierbodems graven. Ook in water en op land verplaatst de woeste drieklauw zich met grote snelheid, net als andere weekschildpadsoorten. Door het zachte schild is de schildpad op het land zeer kwetsbaar en het dier komt dan ook alleen het water uit om te zonnen, eieren te leggen of als een rivier opdroogt. 
Net zoals bij de meeste weekschildpadden, maken de scherpe klauwen, wendbare kop met lange nek en krachtige kaken het lastig en gevaarlijk om de schildpad te hanteren. Bovendien voelen deze schuwe dieren zich snel bedreigd en ze reageren dan zeer agressief. De schildpad is berucht onder automobilisten die proberen om het dier veilig te stellen door het van autowegen te verwijderen en vervolgens worden aangevallen.  

## Voedsel en vijanden
Het voedsel bestaat uit kreeftachtigen, vissen, amfibieën, kleine schildpadden en slangen, slakken en tweekleppigen en soms ook watervogels. Buitgemaakte prooidieren worden met de kaken en poten uit elkaar gescheurd. Af en toe worden ook plantendelen en aas gegeten. De vergrote kaakspieren van oudere exemplaren zijn waarschijnlijk een aanpassing op het kraken van schelpdieren.
Met name de jongere dieren hebben vele vijanden zoals roofvissen, vogels, grotere schildpadden (zoals de bijtschildpad (Chelydra serpentina)) en zoogdieren zoals de wasbeer. Volwassen exemplaren hebben voornamelijk alligators als vijand. 

## Voortplanting
De vrouwtjes graven twee tot zes nesten van maart tot juli in het zuiden van het areaal en in noordelijke streken van juni tot juli. Het aantal eieren varieert van 4 tot 24. De eieren hebben een witte kleur en een broze, kalkachtige schaal. Ze zijn rond van vorm en hebben een diameter van 24 tot 33 millimeter. Soms worden eieren afgezet in de nestheuvels van alligators, wat niet zonder risico is aangezien de alligatorvrouwtjes alles aanvallen wat in de buurt van hun nest komt. Bij een geslaagde poging genieten de schildpaddeneieren echter de bescherming van de waakzame alligatormoeder.

## Verspreiding en habitat

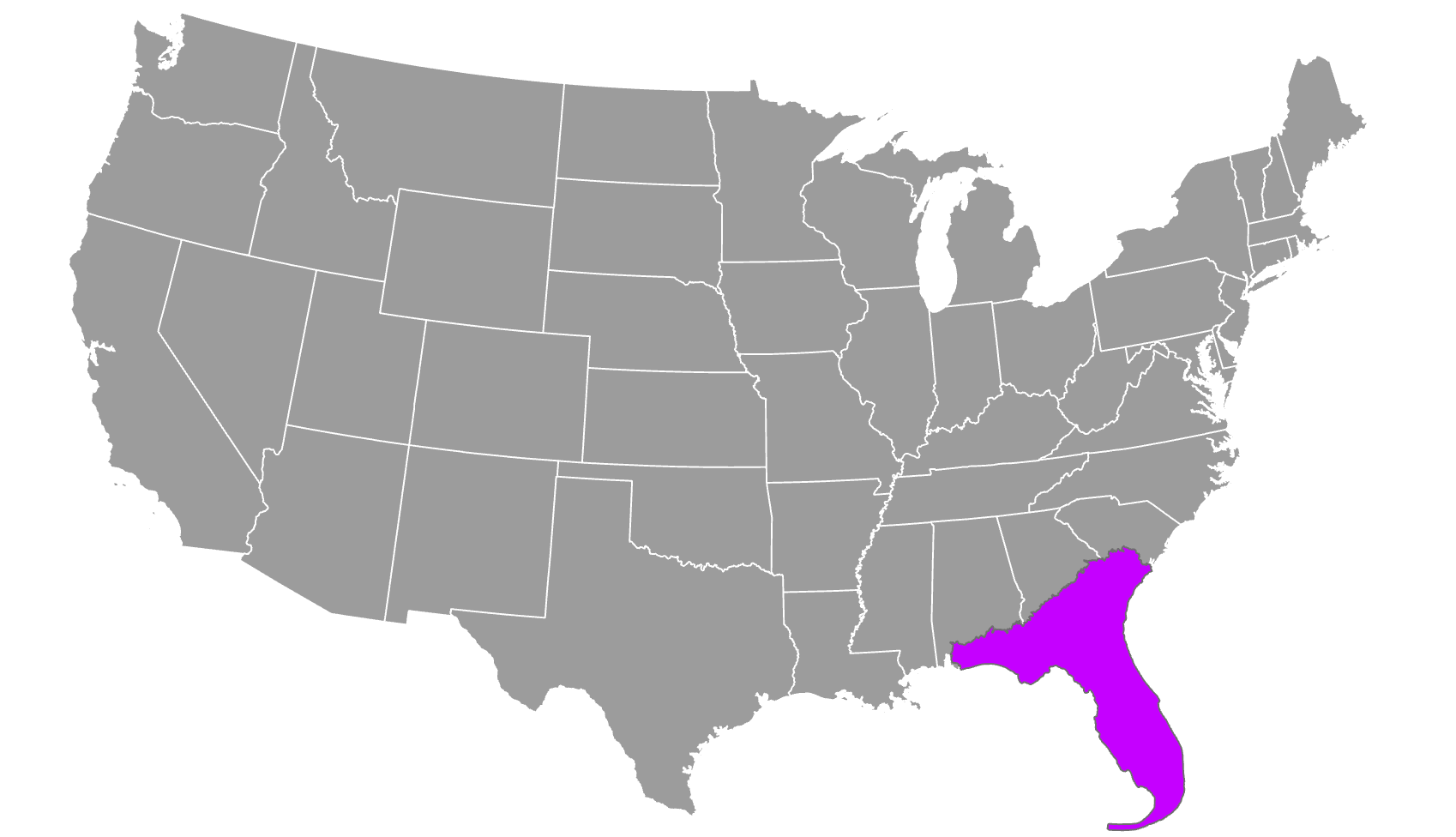
Verspreidingsgebied in het paars.

De woeste drieklauw komt voor in delen van Noord-Amerika en leeft endemisch in de Verenigde Staten. De schildpad wordt aangetroffen in de staten  Alabama, South Carolina, Georgia en Florida.
De woeste drieklauw komt voor in verschillende stilstaande tot langzaam stromende zoetwatermilieus, met een zanderige tot modderige bodem, variërend van beekjes en rivieren tot meren en modderpoelen. 

## Bedreigingen en bescherming
De woeste drieklauw wordt al sinds mensenheugenis gegeten door de inheemse bevolking en het vlees werd ook door de eerste kolonisten gewaardeerd. Op veel plaatsen komt de soort nog algemeen voor maar in een aantal streken is de soort zeldzaam geworden. Er is een hoge sterfte door aanrijdingen met het verkeer. Er zijn verschillende zogenaamde schildpaddenfarms, maar de dieren worden hier voornamelijk gekweekt voor de export naar Aziatische landen zoals China en niet om de wildpopulaties aan te sterken. Door de internationale natuurbeschermingsorganisatie IUCN is de beschermingsstatus 'veilig' toegewezen (Least Concern of LC).